# Bucklebury
Bucklebury è un villaggio e parrocchia civile dell'Inghilterra, appartenente alla contea del Berkshire.
Il villaggio è assurto alle cronache a fine anni '90 per ospitare la casa di famiglia dell'allora compagna di università e fidanzata del Principe William, Catherine Elizabeth (Kate) Middlelton che, successivamente al matrimonio nel 2011, è divenuta HRH Catherine Duchessa di Cambridge. Quindi, dopo la dipartita della Regina Elisabetta II e l'ascesa al Trono di Charles III, è attualmente Catherine Principessa di Galles, consorte di William Principe di Galles, erede al trono del Regno Unito.